# Philippe Palmiste
Philippe Palmiste (* 19. Januar 1978) ist ein französischer Radrennfahrer aus dem Überseedépartement Guadeloupe.
Palmiste gewann 2003 eine Etappe der Tour de la Martinique. Im Jahr 2010 siegte er erneute auf einem Teilstück dieses Etappenrennens, was zugleich seinen ersten Sieg bei einem Rennen der UCI America Tour bedeutete, und belegte den neunten Platz in der Gesamtwertung. Ein Jahr später war er auf dem siebten Teilstück seiner Heimrundfahrt, der Tour de la Guadeloupe, erfolgreich.

## Erfolge
2010
- eine Etappe Tour de la Martinique

2011
- eine Etappe Tour de la Guadeloupe